# Midden-Amerikaanse tapir
De Midden-Amerikaanse of Bairds tapir (Tapirus bairdii) is met een gewicht van ca. 300 kilogram de grootste Amerikaanse vertegenwoordiger van de familie Tapiridae. Aangezien de verwantschap tussen de hedendaagse tapirs niet geheel duidelijk is, wordt de Midden-Amerikaanse tapir tot een eigen geslacht (Tapirella) gerekend. De wetenschappelijke naam van de soort werd voor het eerst geldig gepubliceerd door Theodore Nicholas Gill in 1865. Hij noemde de soort naar Spencer Fullerton Baird.

## Uiterlijk
De solitaire Midden-Amerikaanse tapir is ongeveer 2 m lang en 1,2 m hoog met een staart van 7-13 cm en weegt ongeveer 240-400 kg. De Midden-Amerikaanse tapir is stevig gebouwd met korte poten. Aan de voorpoten zitten vier tenen, terwijl aan de achterpoten drie tenen zitten. De snuit en de bovenlip zijn verlengd tot een korte beweeglijke slurf waarmee voedsel in de mond gebracht kan worden. De Midden-Amerikaanse tapir is bruin van kleur met lichte, bijna witte wangen, keel, nek en oorranden. De manen zijn kort.

## Leefwijze
Hun voedsel bestaat voornamelijk uit allerlei plantenkost, zoals knoppen, bladen en gevallen vruchten.

## Voortplanting
Het vrouwtje krijgt na een draagtijd van 390 tot 395 dagen 1 jong, in een uitzonderlijk geval 2, met een gewicht van 5 tot 8 kg. De communicatie met hun jongen geschiedt door middel van schelle fluittonen, maar ook hun volwassen soortgenoten weten dan, dat ze zijn territorium niet moeten betreden.

## Leefgebied
De Midden-Amerikaanse tapir leeft in de regenwouden en moerasbossen van Midden-Amerika. Het verspreidingsgebied van dit hoefdier loopt van Zuidoost-Mexico en Belize tot Panama.
Midden-Amerikaanse tapir (Tapirus bairdi) · Indische tapir (Tapirus indicus) · Bergtapir (Tapirus pinchaque) · Laaglandtapir (Tapirus terrestris)